# Кенігсбрюк
Кенігсбрюк (нім. Königsbrück, в.-луж. Kinspork) — місто в Німеччині, розташоване в землі Саксонія. Входить до складу району Бауцен.
Площа — 77,83 км2. Населення становить 4565 ос. (станом на 31 грудня 2020).